# Guillaume di Menthonay
Guillaume di Menthonay (... – 9/10 luglio 1406) è stato un vescovo cattolico svizzero, vescovo di Losanna dal 1394 al 1406.

## Biografia
Guillaume era figlio di Aymon e di Nicolette de Langin. È citato la prima volta nel 1361 e proveniva dalla famiglia dei signori di Menthonay, che avevano la loro sede nel castello di Truchet vicino Menthonnex-en-Bornes in Savoia.
Da 1380 fu sotto la tutela dello zio, il futuro cardinale Jacques de Menthonay, che promosse la sua carriera ecclesiastica. Nel 1382 divenne canonico a Thérouanne, nel 1386 a Losanna, nel 1387 a Reims e nel 1388 a Parigi.
Nel 1394 fu nominato vescovo di Losanna dal papa Avignonese Clemente VII. Il candidato del papa romano Bonifacio IX, Johann Münch von Landskron, non poté entrare nella diocesi. Nel 1397 ottenne da Benedetto XIII l'unificazione del priorato di Saint-Marie con la mensa vescovile e iniziò la costruzione di un nuovo palazzo episcopale presso il convento situato sulla collina sopra Losanna.

## Genealogia episcopale
La genealogia episcopale è:
- Pseudocardinale Niccolò Brancaccio
- Vescovo Guillaume di Menthonay